# Bravely Second: End Layer
Bravely Second: End Layer (en japonés: ブレイブリーセカンド エンドレイヤー Romanización Hepburn: Bureiburī Sekando: Endo Reiyā) es un videojuego de rol japonés desarrollado por Silicon Studio y publicado por Square Enix para Nintendo 3DS, siendo además una secuela directa de Bravely Default. Fue lanzado por Square Enix en Japón el 23 de abril de 2015, y por Nintendo en América del Norte, Europa, y Australia en 2016.

## Jugabilidad
Bravely Second es un videojuego de rol tradicional por turnos, manteniendo el sistema de combate de su predecesor Bravely Default. Esto permite a los jugadores construir "Brave Points" (BP), el número de turnos del usuario por cada personaje en un tiempo determinado. En cualquier turno, los personajes pueden "Default", o defenderse, y ganar puntos Brave Points adicionales (BP) para actuar varias veces en el mismo turno.
Una novedad en el juego es la función de batallas encadenadas, donde el jugador que derrota un enemigo puede continuar luchando contra enemigos sucesivamente, para obtener mayores recompensas. Los jugadores pueden recibir hasta tres veces la cantidad de experiencia y dinero. Esto además permite al jugador elevar los "Job Points" (JP) de cada personaje. Cada personaje tiene acceso a diferentes Jobs, hasta un total de 30, al alcanzar el asterisco. El asterisco lo tiene usualmente algún otro personaje del mundo del juego con esa clase.
Las misiones secundarias de Bravely Default han sido renovaadas. los jugadores entrarán en un dilema ético al encontrar dos poseedores de asterisco Eternian, y el jugador debe resolver el conflicto entregando una recompensa al que pierda el asterisco. Esto bloquea el asterisco hasta que se haya progresado más en el juego. También aparece una característica similar a la reconstrucción de Norende del primer juego, pero esta vez implica reconstruir la tierra natal de Magnolia en la luna.

## Desarrollo
A principios de diciembre de 2012, sugieron habladurías sobre una secuela de Bravely Default, con el productor Tomoya Asano solicitando retroalimentación y opiniones a los aficionados, para ser usado para una secuela del juego Las discusiones sobre una secuela aparecieron en junio de 2013, cuando el desarrollador Yasumi Matsuno anunció que el diseñador de personajes y director artístico Akihiko Yoshida estaba trabajando en una secuela para Bravely Default. En agosto del mismo año, Square Enix anunció Bravely Default: For the Sequel (en Japón) y Where the Fairy Flies (resto del mundo), una versión actualizada del original que implemtaría nuevas ideas de jugabilidad desarrolladas para las secuelas de la serie. El nombre "Bravely Second" fue registrado comercialmente en septiembre de 2013. El título del juego fue oficialmente anunciado en diciembre del mismo año en la revista Jump. En el momento de su anuncio, el juego se encontraba aproximadamente al 30% de su desarrollo. Solamente fue anunciado para Nintendo 3DS.
En diciembre de 2013, se reveló que Yoshida dejaba Square Enix. Sin embargo, confirmó sus intenciones de continuar trabajando en la serie Bravely, y Brave Second mantendría el mismo estilo de arte anime que caracterizó el primer juego, aunque con personajes con proporciones más realistas, siendo menos chibi. La tormenta de ideas inicial dejó ideas como permitir que Magnolia llevase un traje espacial u orejas de conejo, pero esto fue finalmente descartado en favor de un aspecto más adulto, algo que los desarrolladores echaron de menos en el primer título. Asano también confirmó que el juego estaría centrado en la historia, en contraposición al primer juego, que se centraba en la exploración. En abril de 2014 el productor Tomoya Asano anunció en la revista Famitsu que el scenario del juego estaba completo. En julio de 2014, Famitsu reveló que Revo no volvería a componer la banda sonora del juego, por problemas de agenda, y que Ryo de la banda Supercell ocuparía su lugar.
El 10 de diciembre de 2014, una versión de prueba del juego fue lanzada en la Nintendo eShop de Japón. Junto al lanzamiento del juego se lanzó una demo, únicamente disponible en la Nintendo eShop, para descarga digital, y que contenía contenido no añadido en el juego final. La demo, lanzada como Bravely Second: The Ballad of the Three Cavaliers, permitió a los jugadores probar diez clases, así como hasta diez horas de juego. Algunos objetos recogidos en la demo podían ser transferidos a la versión completa del juego.